# Villefagnan
Villefagnan est une commune du Sud-Ouest de la France située dans le département de la Charente, en région Nouvelle-Aquitaine.
Ses habitants sont les Villefagnanais et les Villefagnanaises.

## Géographie

### Localisation et accès
Villefagnan est un chef-lieu de canton du Nord Charente situé à 9 km à l'ouest de Ruffec et 41 km au nord d'Angoulême.
Le bourg de Villefagnan est aussi à 14 km au nord d'Aigre, 16 km au sud-est de Chef-Boutonne (Deux-Sèvres), 17 km au nord-ouest de Mansle, 46 km à l'ouest de Confolens, sa sous-préfecture, 47 km à l'est de Saint-Jean-d'Angély (Charente-Maritime), 48 km au nord-est de Cognac, 55 km de Niort, 67 km de Poitiers.
La commune de Villefagnan s'étend dans une plaine ondulée sur une longueur d'environ 7 km du nord au sud, avec une largeur moyenne de 3 km ; c'est la commune la plus étendue du canton.
Cette vaste étendue de terrain n'est arrosée par aucun cours d'eau. Quelques bois sont disséminés sur toute sa superficie, mais ils sont peu importants.
La commune est bien pourvue de voies de communication. Quatre routes départementales se croisent à Villefagnan. Ce sont la D 740 de Confolens à Melle dans les Deux-Sèvres, la D 19 de Montjean à Aigre, la D 9 de Longré à Villefagnan, et la D 27 de Villefagnan à Aunac.
Villefagnan est une petite ville agréablement bâtie au milieu d'une plaine, au croisement de plusieurs routes.
La gare la plus proche est celle de Ruffec, desservie par des TER et TGV à destination d'Angoulême, Poitiers, Paris et Bordeaux.
La LGV Sud Europe Atlantique traverse le territoire de la commune depuis 2017.

### Hameaux et lieux-dits
La commune possède quelques hameaux importants et, entre autres : Pailleroux, le Coudret, la Ferté et Boismorin, dans le nord de la commune ; Leigne, dans le sud ; Fondoume, sur la route de Souvigné ; la Fournière, sur la route de Souvigné à Raix ; Villetison ; l'Hôpitau ; Chassagne, sur la route de Courcôme ; Sonneville, etc.

### Communes limitrophes
| La Magdeleine | Villiers-le-Roux | La Chèvrerie  |
| Empuré        | Villefagnan      | La Faye, Raix |
| Brettes       | Souvigné         | Courcôme      |

### Géologie et relief
Géologiquement, la commune est dans le calcaire du Jurassique du Bassin aquitain, comme tout le Nord-Charente. Plus particulièrement, le Callovien occupe une petite partie nord-est de la commune, le restant étant occupé par l'Oxfordien. Une bande centrale entre Fondoume et Leigne, ancienne vallée, est occupée par des alluvions du Quaternaire,,.
Le relief de la commune est celui d'une plaine légèrement relevée au nord, d'une altitude moyenne de 110 m. Le point culminant de la commune est à une altitude de 158 m, situé près de la Ferté. Le point le plus bas est à 88 m, situé sur la limite sud-est près de Fontiaud. Le bourg de Villefagnan est à environ 120 m d'altitude.

### Hydrographie

#### Réseau hydrographique

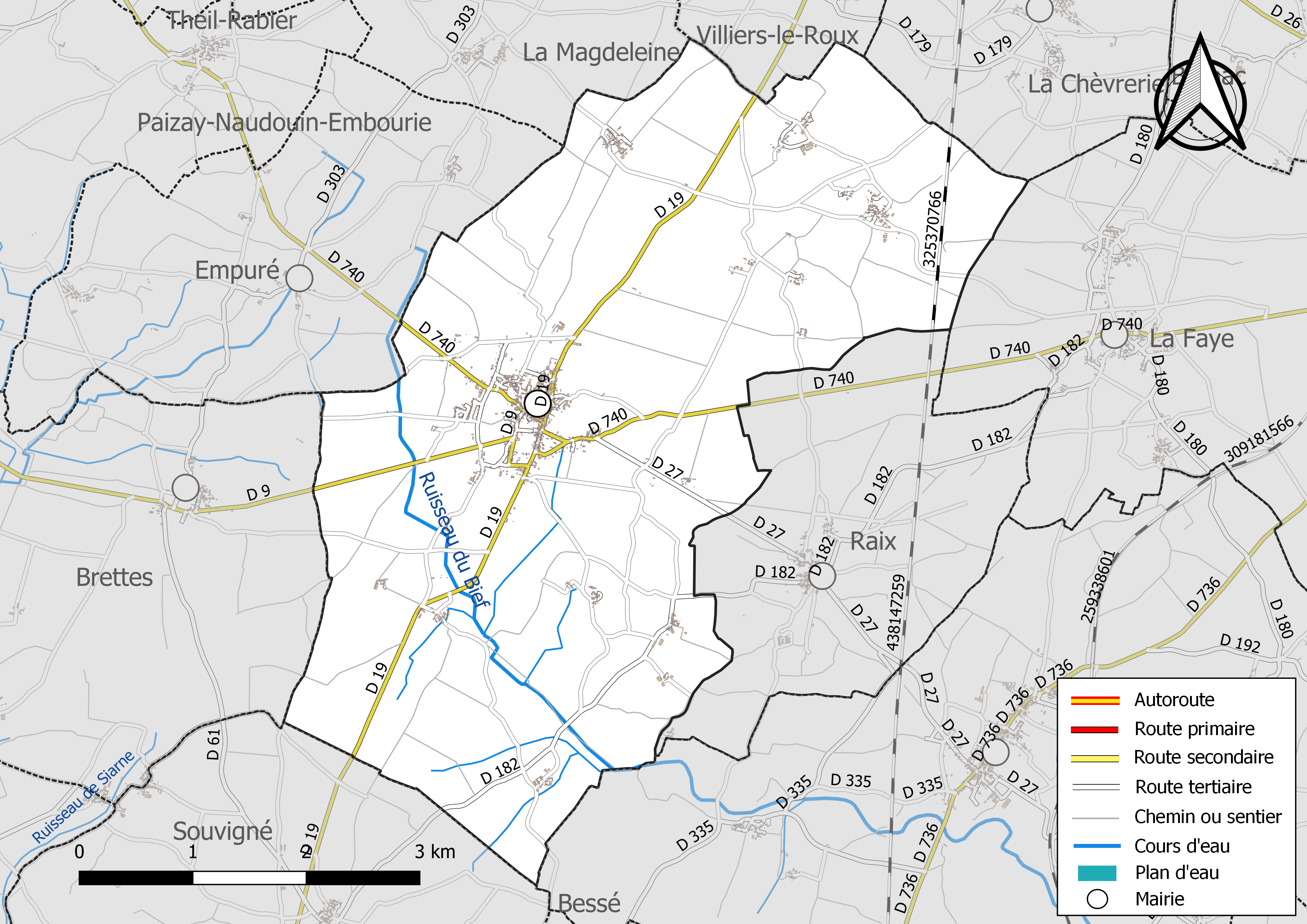
Réseaux hydrographique et routier de Villefagnan.

La commune est située dans le bassin versant de la Charente au sein du Bassin Adour-Garonne. Elle est drainée par le ruisseau du Bief et par divers petits cours d'eau, qui constituent un réseau hydrographique de 12 km de longueur totale,.
Partant du bourg, un ruisseau intermittent s'écoule vers le sud rejoint par d'autres à Fondoume où se trouve un étang, puis oblique vers le sud-est en direction de Salles-de-Villefagnan et du Bief, petit affluent de la Charente en rive droite à Luxé,.

#### Gestion des eaux
Le territoire communal est couvert par le schéma d'aménagement et de gestion des eaux (SAGE) « Charente ». Ce document de planification, dont le territoire correspond au bassin de la Charente, d'une superficie de 9 300 km2, a été approuvé le 19 novembre 2019. La structure porteuse de l'élaboration et de la mise en œuvre est l'établissement public territorial de bassin Charente. Il définit sur son territoire les objectifs généraux d’utilisation, de mise en valeur et de protection quantitative et qualitative des ressources en eau superficielle et souterraine, en respect des objectifs de qualité définis dans le troisième SDAGE  du Bassin Adour-Garonne qui couvre la période 2022-2027, approuvé le 10 mars 2022.

### Climat
Comme dans une grande partie du département, le climat est océanique aquitain, légèrement dégradé au nord du département.

## Urbanisme

### Typologie
Au 1er janvier 2024, Villefagnan est catégorisée bourg rural, selon la nouvelle grille communale de densité à 7 niveaux définie par l'Insee en 2022.
Elle est située hors unité urbaine. Par ailleurs la commune fait partie de l'aire d'attraction de Ruffec, dont elle est une commune de la couronne,. Cette aire, qui regroupe 30 communes, est catégorisée dans les aires de moins de 50 000 habitants,.

### Occupation des sols
L'occupation des sols de la commune, telle qu'elle ressort de la base de données européenne d’occupation biophysique des sols Corine Land Cover (CLC), est marquée par l'importance des territoires agricoles (93,8 % en 2018), en diminution par rapport à 1990 (95 %). La répartition détaillée en 2018 est la suivante : 
terres arables (90,7 %), zones urbanisées (3,6 %), zones agricoles hétérogènes (3,1 %), forêts (1,7 %), zones industrielles ou commerciales et réseaux de communication (1 %). L'évolution de l’occupation des sols de la commune et de ses infrastructures peut être observée sur les différentes représentations cartographiques du territoire : la carte de Cassini (XVIIIe siècle), la carte d'état-major (1820-1866) et les cartes ou photos aériennes de l'IGN pour la période actuelle (1950 à aujourd'hui).

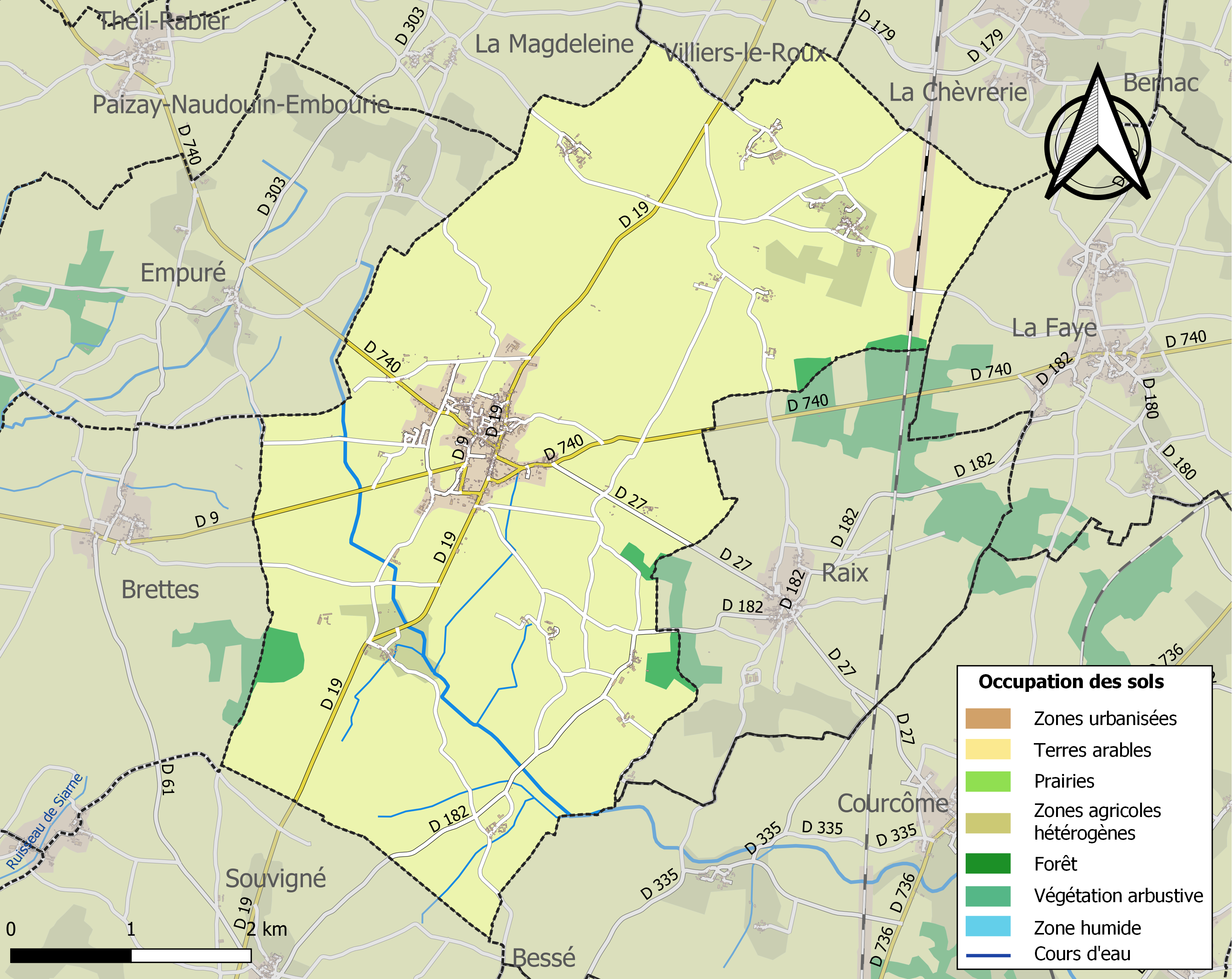
Carte des infrastructures et de l'occupation des sols de la commune en 2018 (CLC).

### Risques majeurs
Le territoire de la commune de Villefagnan est vulnérable à différents aléas naturels : météorologiques (tempête, orage, neige, grand froid, canicule ou sécheresse) et séisme (sismicité modérée). Un site publié par le BRGM permet d'évaluer simplement et rapidement les risques d'un bien localisé soit par son adresse soit par le numéro de sa parcelle.

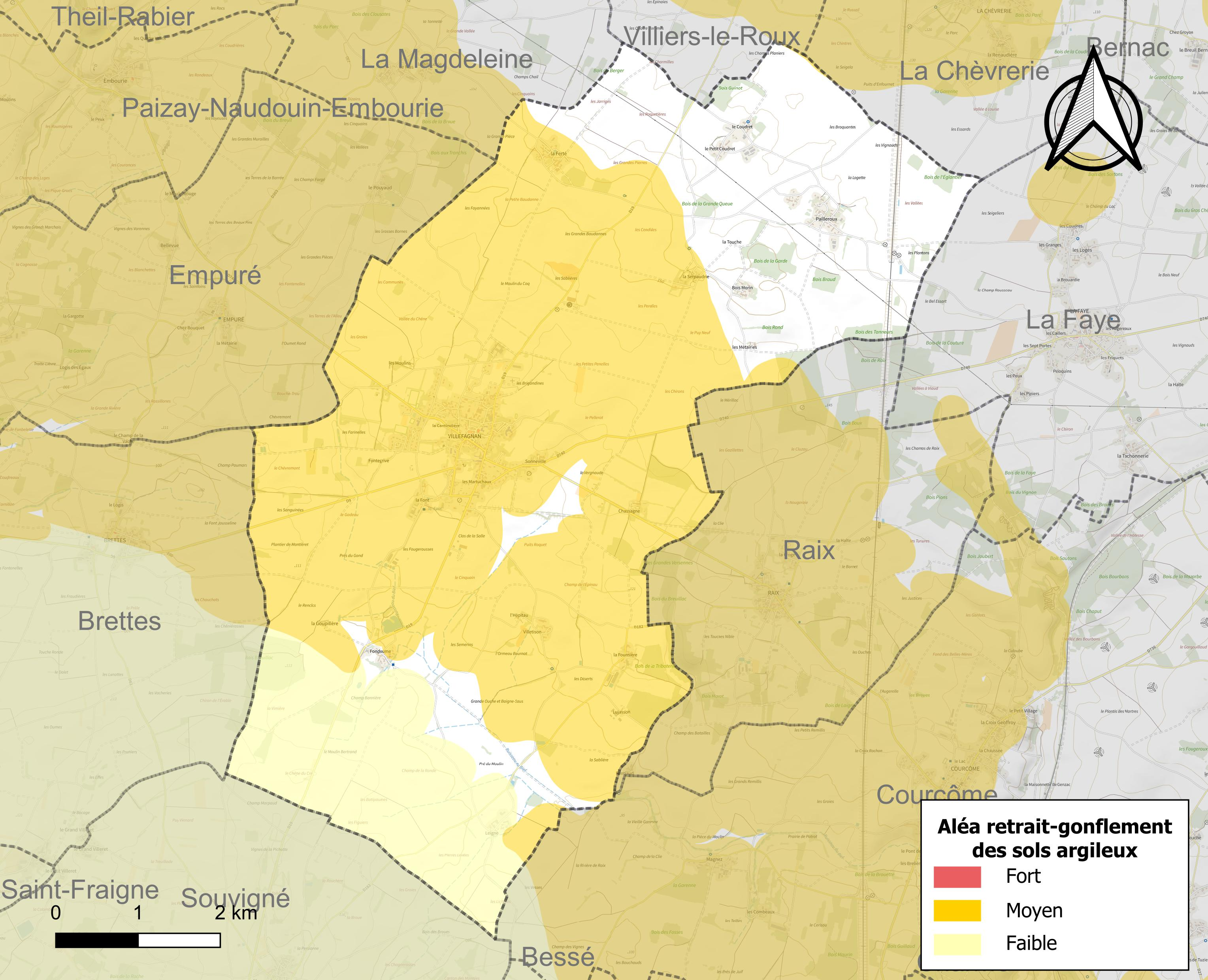
Carte des zones d'aléa retrait-gonflement des sols argileux de Villefagnan.

Le retrait-gonflement des sols argileux est susceptible d'engendrer des dommages importants aux bâtiments en cas d’alternance de périodes de sécheresse et de pluie. 61,1 % de la superficie communale est en aléa moyen ou fort (67,4 % au niveau départemental et 48,5 % au niveau national). Sur les 542 bâtiments dénombrés sur la commune en 2019, 460 sont en aléa moyen ou fort, soit 85 %, à comparer aux 81 % au niveau départemental et 54 % au niveau national. Une cartographie de l'exposition du territoire national au retrait gonflement des sols argileux est disponible sur le site du BRGM,.
Par ailleurs, afin de mieux appréhender le risque d’affaissement de terrain, l'inventaire national des cavités souterraines permet de localiser celles situées sur la commune.
La commune a été reconnue en état de catastrophe naturelle au titre des dommages causés par les inondations et coulées de boue survenues en 1982, 1999 et 2014. Concernant les mouvements de terrains, la commune a été reconnue en état de catastrophe naturelle au titre des dommages causés par la sécheresse en 2003, 2005 et 2009 et par des mouvements de terrain en 1999.

## Toponymie
Les formes anciennes sont Villa Fagna en 855, Villa Faniacus en 980, Villafago en 1110, Villa Faygnem en 1267, Vilefeignen au début du XIVe siècle, Villa Lutosa en 1326, Villa Fanihana en 1514.
L'origine du nom de Villefagnan a donné lieu à plusieurs interprétations.
Elle pourrait remonter à un nom de personne gallo-romain Fanius avec le préfixe -villa signifiant « domaine » entre le IVe et XIe siècles, ce qui correspondrait à villa Faniana, « domaine de Fanius ».
A.Dauzat avance, quant à lui, une origine à valeur topographique : le nom commun germanique fani signifiant « boue » et suffixe -an, compatible avec l'opinion répandue au XIXe siècle, pas forcément juste, selon laquelle le nom viendrait du mauvais état de ses chemins (Ville-Fagnouse),,.
Selon d'autres, son nom lui viendrait du hêtre autrefois très présent dans la région (Fayolle, La Faye)[source insuffisante].

## Histoire
Des vestiges antiques ont été retrouvés un peu partout sur la commune, témoignant d'une occupation ancienne, en particulier de l'époque gallo-romaine (sites à tegulae et céramique sigillée), mais aussi préhistorique (sud-est de Fondoume) et médiévale (sarcophages).
Pierre de Bessé était le titulaire de la cure de Villefagnan en 1310. Villefagnan était alors un fief des évêques de Poitiers et l'est resté jusqu'à la Révolution. Le marquis de Goulard, seigneur de la Ferté, et Frotier, seigneur des Tours et de Boismorin, possédaient un banc dans le chœur de l'église, ce qui a été sujet à un procès. Cette maison des Tours n'a pas à voir avec les Tours de Villefagnan.
Le logis des Tours a été construit au XVe siècle. Il s'agit du château de l'évêque, le château Lesvescault, dont deux tours encadrent encore le portail d’entrée. Il a été affermé en 1664 1 600 livres.
Le fief de la Cantinolière qui appartenait à Fradin, seigneur de Bessé au XVe siècle est acheté par Pierre Le Coq au XVIIe siècle et devint un haut lieu du protestantisme. En effet Villefagnan connut très tôt la Réforme, un premier oratoire est attesté en 1564 et un temple, construit après 1607 a été démoli en 1683. La famille Le Coq avait été anoblie par diverses charges. Vers le milieu du XVIIIe siècle, après la mort d'Élisabeth Le Coq, veuve de Jacques de Souillat, marquis de Châtillon, le fief de la Cantinolière fut saisi et l'évêque de Poitiers intervint comme suzerain pour la conservation de ses droits féodaux,.
Pendant la première moitié du XXe siècle, la commune était desservie par la ligne de Ruffec à Niort, et une gare était située près du centre, plus précisément entre le 22 février 1855 et le 12 novembre 1954. Le trafic voyageur sur cette ligne fut supprimé vers 1938[réf. nécessaire].

## Administration
| Période                                  | Période  | Identité           | Étiquette | Qualité                        |
| ---------------------------------------- | -------- | ------------------ | --------- | ------------------------------ |
| Les données manquantes sont à compléter. |          |                    |           |                                |
| 1983                                     | 2010     | Edgard Saulnier    | PS        | Conseiller général 2006-2012   |
| 2010                                     | en cours | Christiane Prévost | PS        | Conseillère générale 2012-2015 |

En 2008 les élus de Villefagnan se sont fédérés à l'initiative des élus du Pays ruffécois avec dix-sept communes du Nord-Charente et cinq des Deux-Sèvres en une fédération qui demande des compensations aux nuisances que va leur apporter la LGV Sud Europe Atlantique.

## Démographie

### Évolution démographique
L'évolution du nombre d'habitants est connue à travers les recensements de la population effectués dans la commune depuis 1793. Pour les communes de moins de 10 000 habitants, une enquête de recensement portant sur toute la population est réalisée tous les cinq ans, les populations de référence des années intermédiaires étant quant à elles estimées par interpolation ou extrapolation. Pour la commune, le premier recensement exhaustif entrant dans le cadre du nouveau dispositif a été réalisé en 2008.

En 2022, la commune comptait 981 habitants, en évolution de −2,78 % par rapport à 2016 (Charente : −0,48 %, France hors Mayotte : +2,11 %).
| 1793  | 1800  | 1806  | 1821  | 1831  | 1841  | 1846  | 1851  | 1856  |
| ----- | ----- | ----- | ----- | ----- | ----- | ----- | ----- | ----- |
| 1 664 | 1 615 | 1 392 | 1 594 | 1 604 | 1 668 | 1 592 | 1 550 | 1 544 |

| 1861  | 1866  | 1872  | 1876  | 1881  | 1886  | 1891  | 1896  | 1901  |
| ----- | ----- | ----- | ----- | ----- | ----- | ----- | ----- | ----- |
| 1 505 | 1 525 | 1 454 | 1 520 | 1 589 | 1 550 | 1 522 | 1 416 | 1 404 |

| 1906  | 1911  | 1921  | 1926  | 1931  | 1936  | 1946  | 1954  | 1962  |
| ----- | ----- | ----- | ----- | ----- | ----- | ----- | ----- | ----- |
| 1 332 | 1 292 | 1 111 | 1 062 | 1 112 | 1 033 | 1 084 | 1 017 | 1 065 |

| 1968  | 1975 | 1982 | 1990 | 1999  | 2006  | 2008  | 2013 | 2018 |
| ----- | ---- | ---- | ---- | ----- | ----- | ----- | ---- | ---- |
| 1 001 | 982  | 974  | 996  | 1 022 | 1 037 | 1 038 | 997  | 988  |

| 2022 | - | - | - | - | - | - | - | - |
| ---- | - | - | - | - | - | - | - | - |
| 981  | - | - | - | - | - | - | - | - |

### Pyramide des âges
La population de la commune est relativement âgée.
En 2018, le taux de personnes d'un âge inférieur à 30 ans s'élève à 25,7 %, soit en dessous de la moyenne départementale (30,2 %). À l'inverse, le taux de personnes d'âge supérieur à 60 ans est de 41,4 % la même année, alors qu'il est de 32,3 % au niveau départemental.
En 2018, la commune comptait 464 hommes pour 524 femmes, soit un taux de 53,04 % de femmes, légèrement supérieur au taux départemental (51,59 %).
Les pyramides des âges de la commune et du département s'établissent comme suit.
| Hommes | Classe d’âge | Femmes |
| ------ | ------------ | ------ |
| 2,2    | 90 ou +      | 4,6    |
| 13,4   | 75-89 ans    | 18,7   |
| 22,6   | 60-74 ans    | 21,0   |
| 20,0   | 45-59 ans    | 19,7   |
| 13,4   | 30-44 ans    | 12,8   |
| 13,4   | 15-29 ans    | 8,8    |
| 15,1   | 0-14 ans     | 14,5   |

| Hommes | Classe d’âge | Femmes |
| ------ | ------------ | ------ |
| 1      | 90 ou +      | 2,7    |
| 9,2    | 75-89 ans    | 12     |
| 20,6   | 60-74 ans    | 21,3   |
| 20,7   | 45-59 ans    | 20,3   |
| 16,8   | 30-44 ans    | 16     |
| 15,6   | 15-29 ans    | 13,4   |
| 16,1   | 0-14 ans     | 14,3   |

### Remarques
Après avoir une population stable au-dessus de 1 500 durant tout le XIXe siècle, Villefagnan est passé, de 1891 à 1926, aux mille habitants qu'il a gardés depuis.

## Économie

### Agriculture
La viticulture occupe une petite partie de l'activité agricole. La commune est située dans les Bons Bois, dans la zone d'appellation d'origine contrôlée du cognac.

## Équipements, services et vie locale

### Enseignement
L'école maternelle publique Arc-en-ciel et l'école primaire publique à cinq classes Antoine de Saint-Exupéry accueillent les enfants de Villefagnan, Souvigné, Brettes, Empuré, La Magdeleine, La Forêt-de-Tessé, Villiers-le-Roux, La Chèvrerie, Raix et Bessé.
L'école privée Enfant-Jésus maternelle et primaire comporte trois classes.
Le collège Albert-Micheneau accueille les enfants de l'ensemble du canton. Il compte environ deux cents élèves de la 6e à la 3e, répartis dans neuf classes.

### Santé
La maison de retraite du Clos des Tours.

### Autre équipement et services
Villefagnan, chef-lieu de canton a gardé une poste, une gendarmerie et un centre de secours.
Sont présents aussi une banque, une compagnie d'assurance et un notaire.

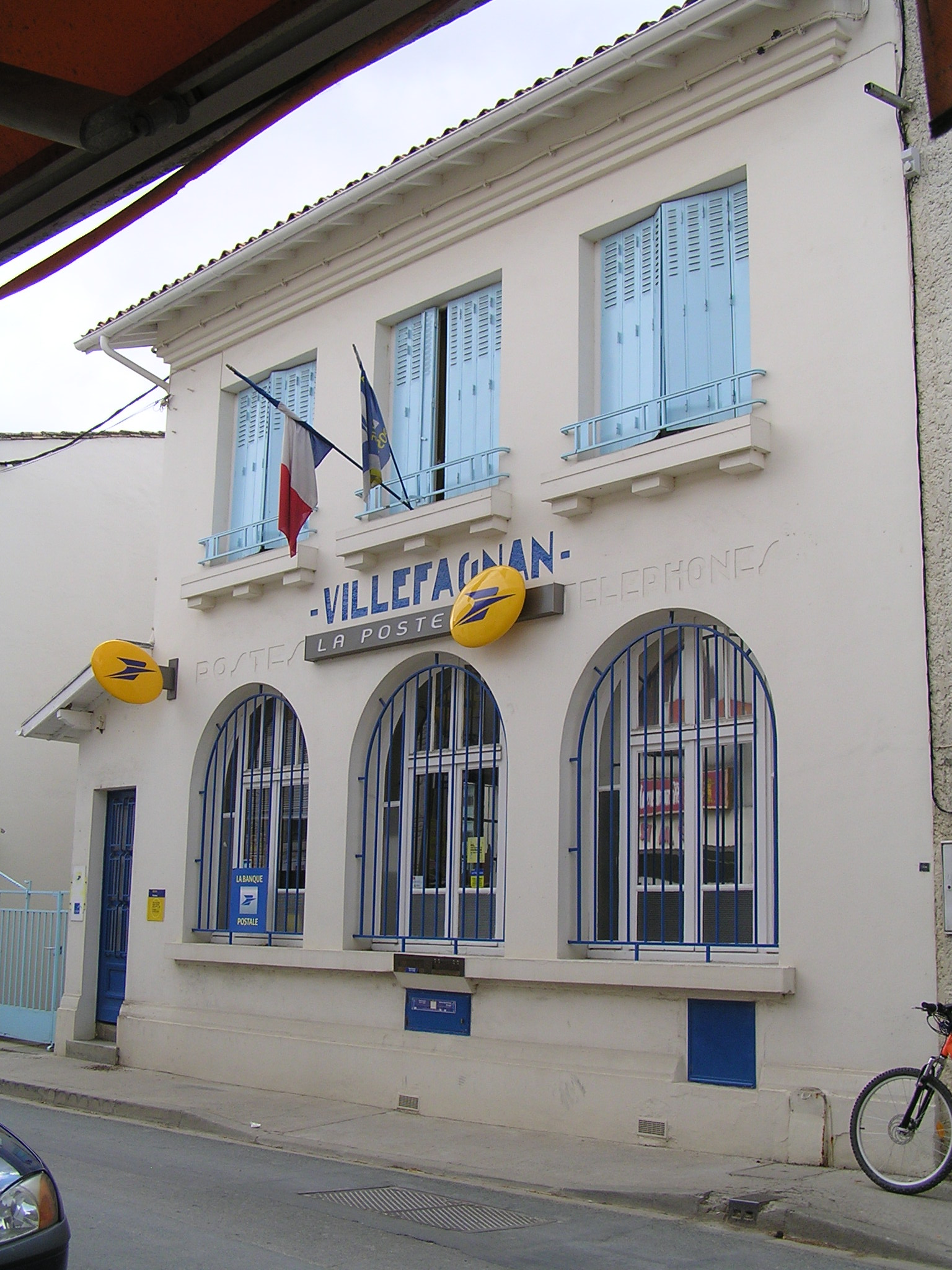
Poste.
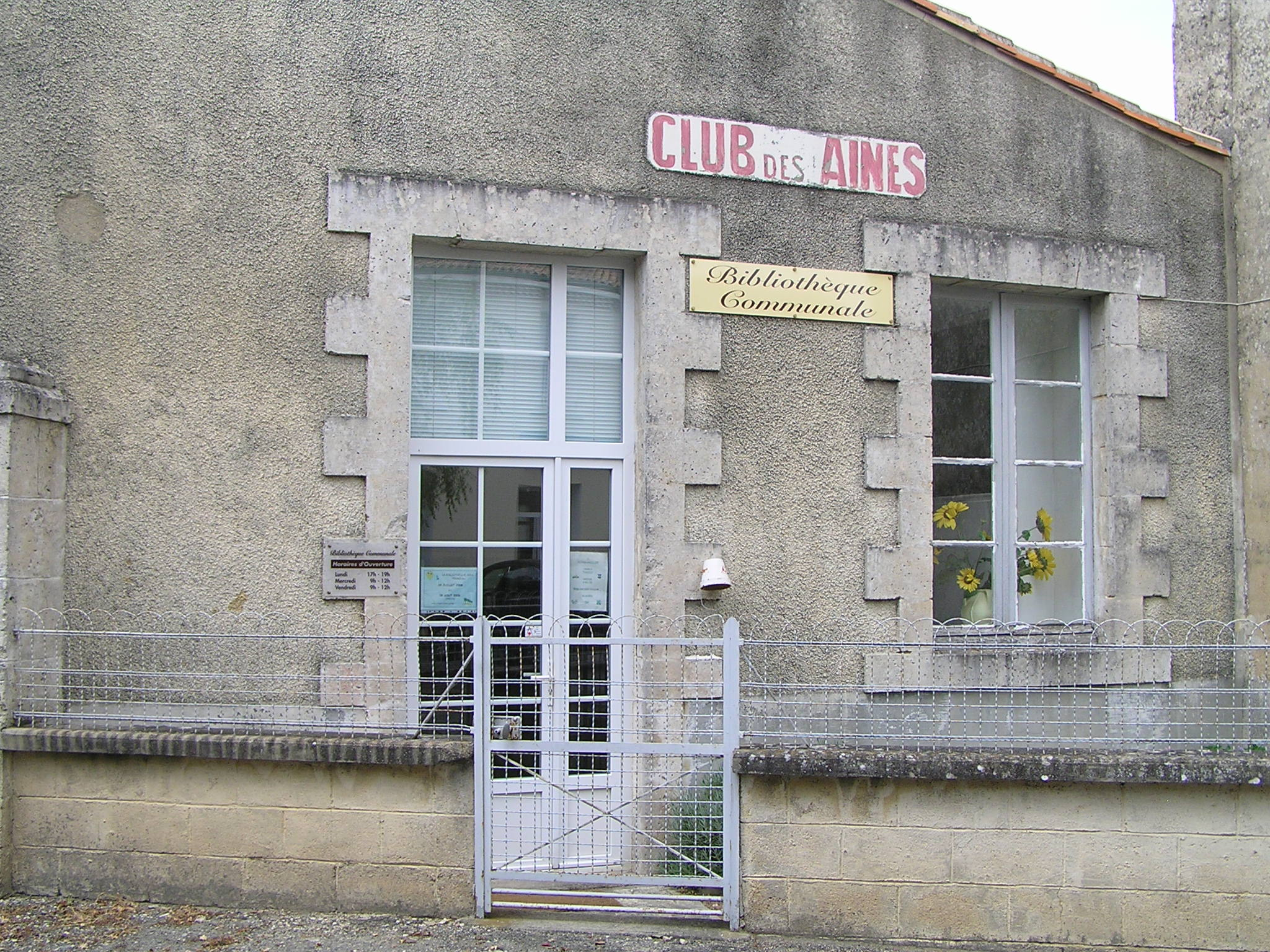
Bibliothèque.

### Sports et vie associative
Il existe de nombreuses associations sportives. Football, rugby, handball, tennis de table, se pratiquent à Villefagnan.
Il existe aussi une société de chasse (la Diane).
Il existe aussi diverses associations, La Croix Bleue, les ADMR (aide à domicile en milieu rural), l'association familiale intercommunale, Villefagnan Animations Loisirs, les comités des fêtes de Villefagnan et de Pailleroux, l'amicale des sapeurs pompiers et les anciens combattants ainsi qu'un club d'informatique (Ademir-Microtel).

## Culture locale et patrimoine

### Lieux et monuments

#### Patrimoine religieux
L'église paroissiale Saint-Pierre a été construite au XIIe siècle, puis remaniée  au XVe siècle avec adjonction d'un bas-côté, qui communique avec la nef par des arcades brisées. Le chœur de l'église a reçu plus tard une voûte d'ogives. Elle possède une grosse cloche et les trois « Marie » dont le général de Gaulle et madame de Gaulle sont les parrain et marraine.
Le temple protestant est le cinquième édifié dans la commune. Construit en 1874, il est l'œuvre du pasteur Picanon qui exerça son ministère de 1864 jusqu'à sa mort en 1898. Il est inscrit aux Monuments historiques depuis 1998.

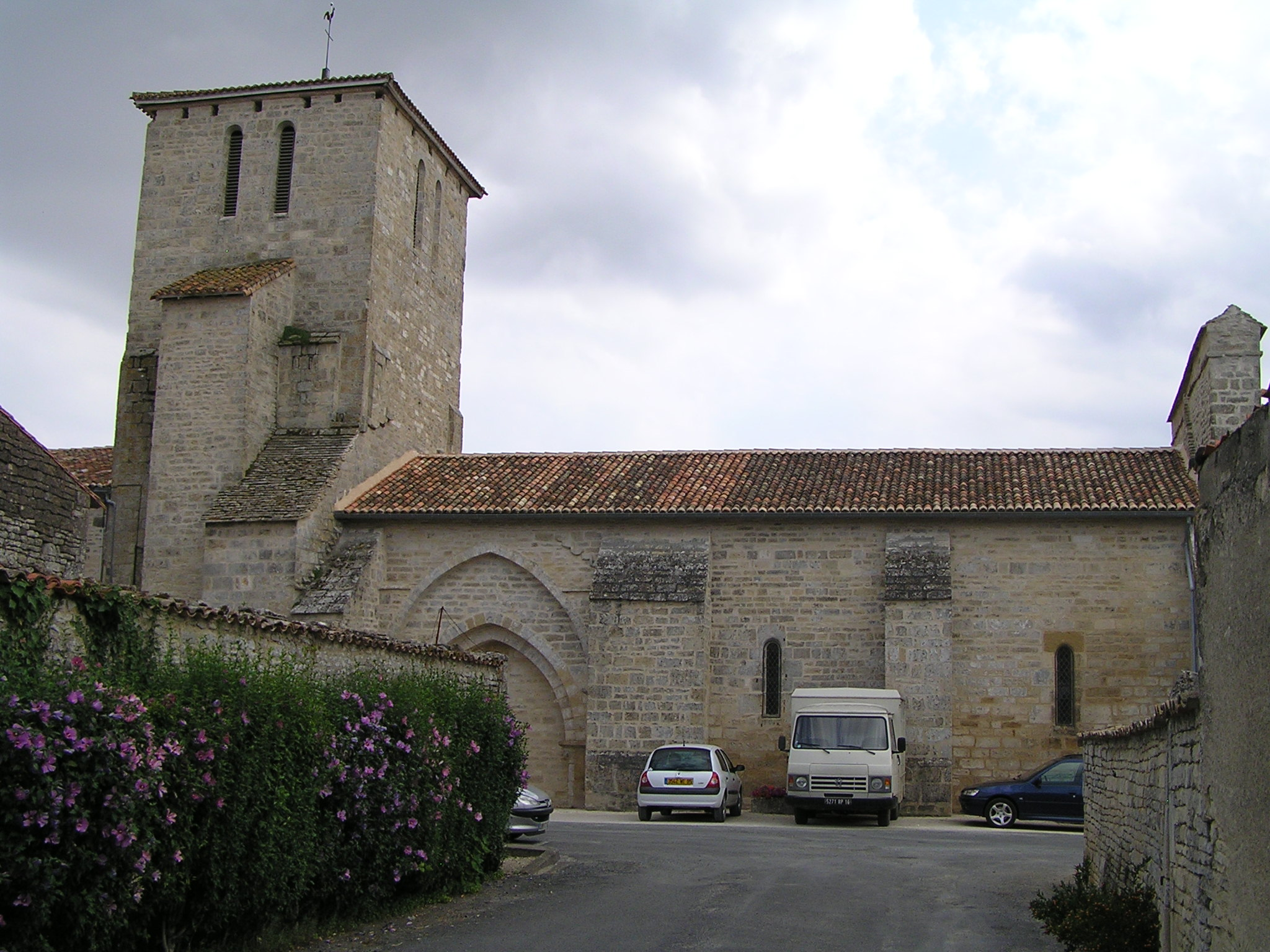
L'église.
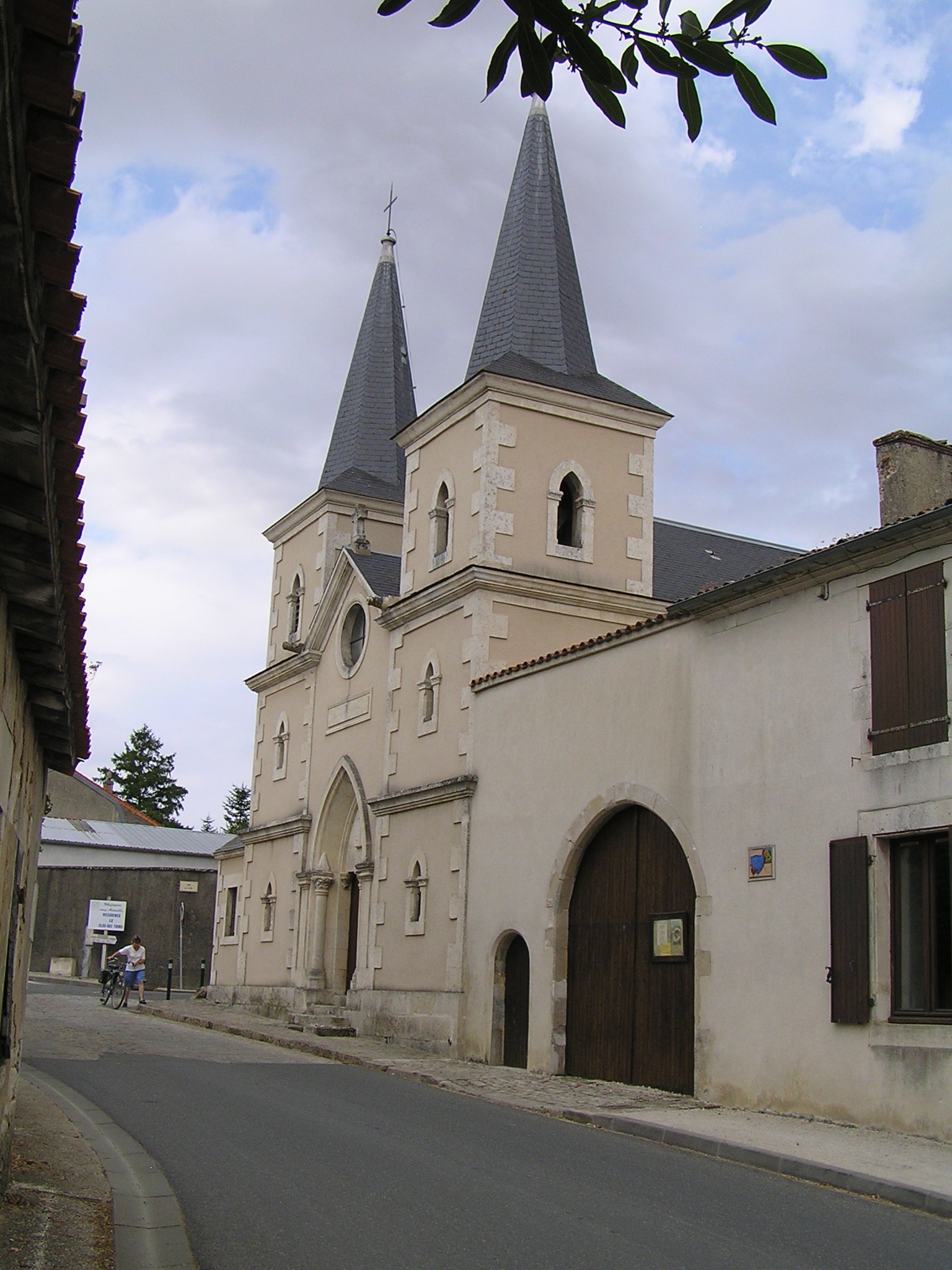
Le temple.

#### Patrimoine civil

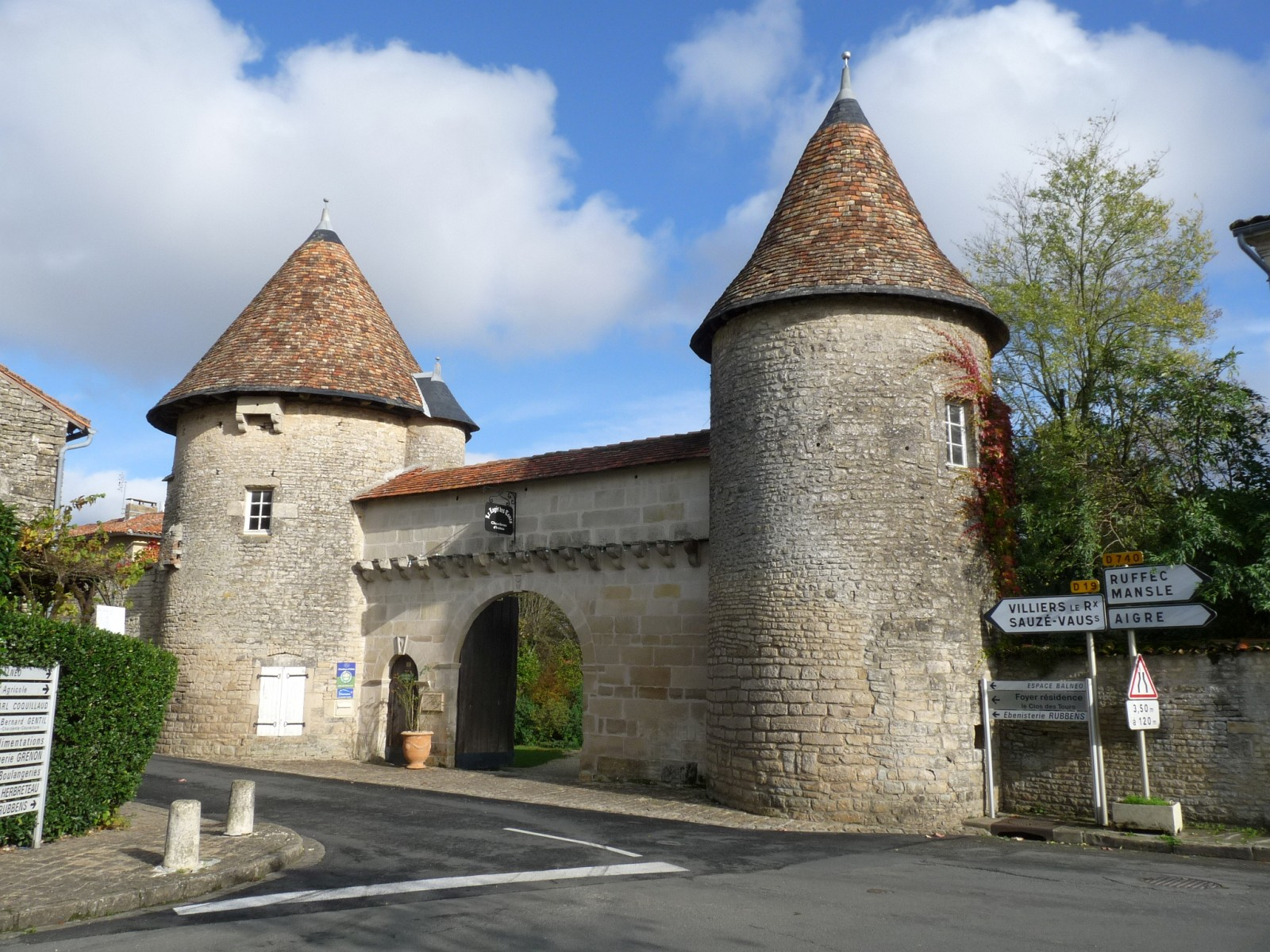
Le logis des Tours.

Le logis des Tours, dont il reste un enclos, le logis, le porche et les tours, a été construit au XVe et XVIe siècles. Les deux vieilles tours, avec le porche d'entrée et le mur de clôture situé de part et d'autre, sont inscrits aux Monuments historiques depuis 1951.
De la Cantinolière, il ne reste qu'un mur d'enceinte et des tours. Dans le parc, un bâtiment du XIXe siècle fait chambre d'hôtes.
Le moulin des Pierres Blanches, rénové en 2000, porte sur le linteau d'une fenêtre la date de 1801[réf. nécessaire].

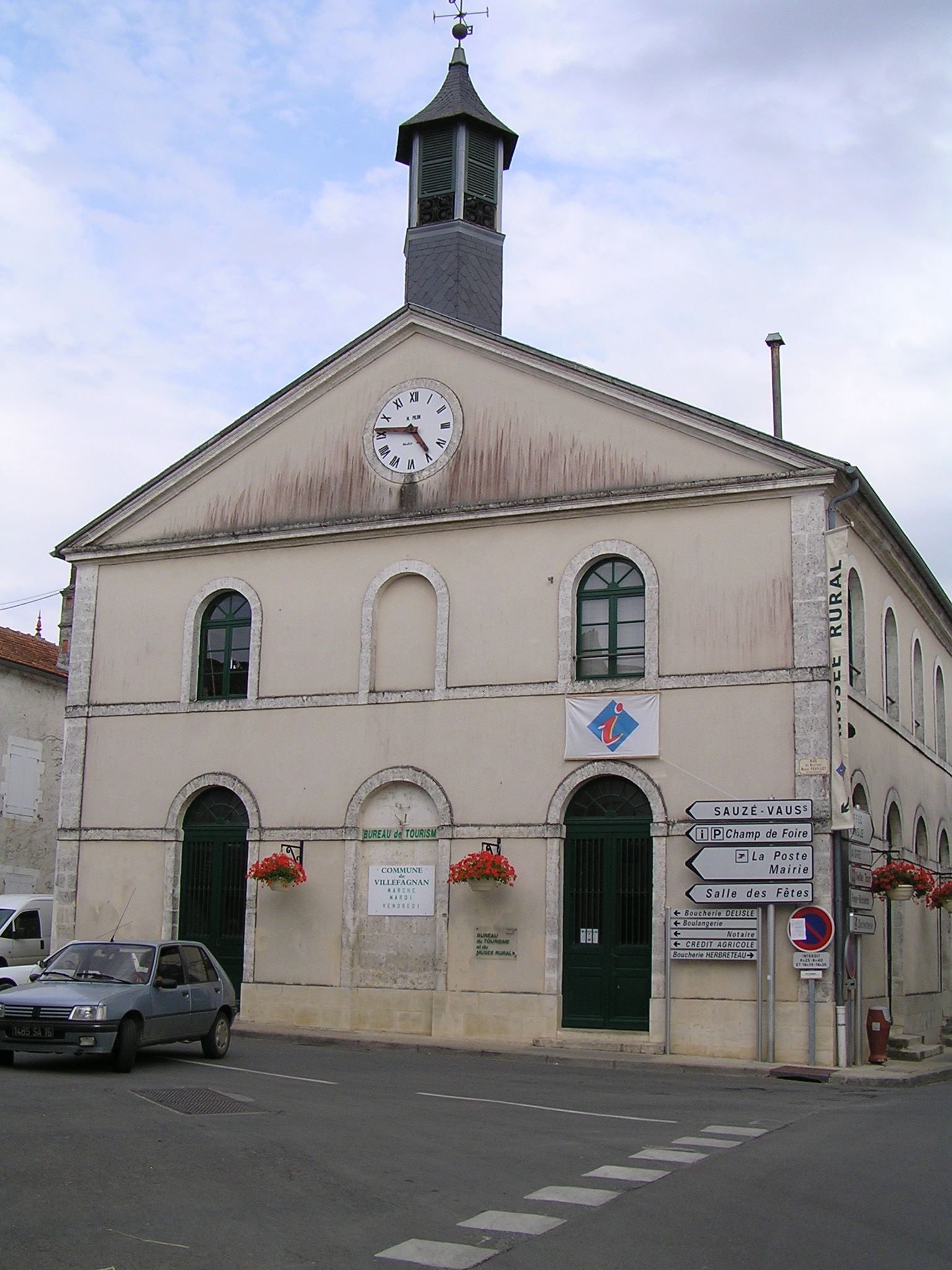
La halle aux grains transformée en musée.
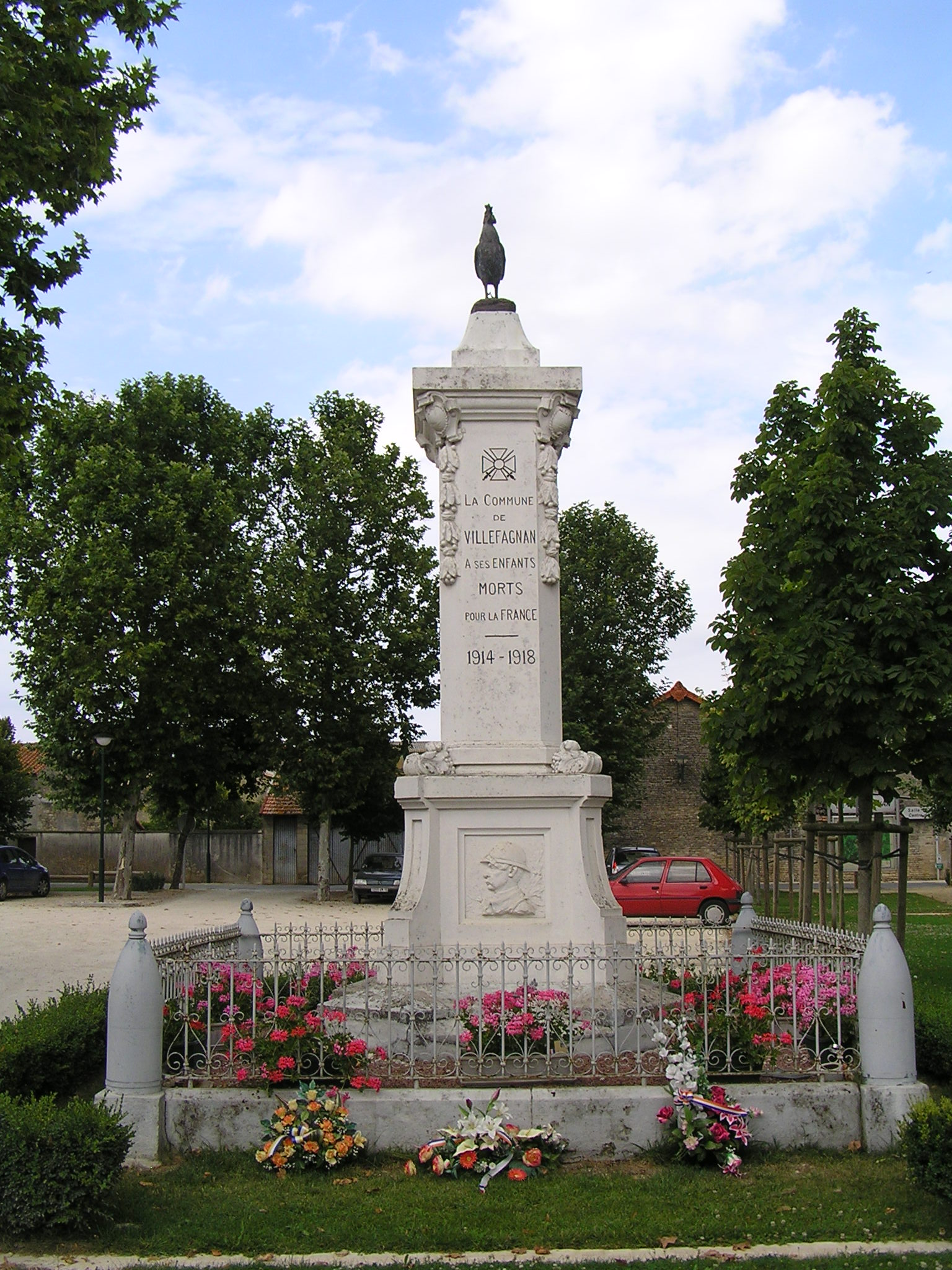
Monument aux morts.

### Héraldique
La commune n'a pas de blasson.

## Personnalités liées à la commune
- Agrippa d'Aubigné fait passer son héros Fæneste par cette localité : « [...] nous nous boutasmes couraye jusqu’à Billefagnen où nostre grand courier nous mena chez lou Coq »[47].
- Pascal Lecoq (1567-1632) ,botaniste et doyen de la faculté de médecine de Poitiers après 1616[48].
- Arthur Amiaud (1849-1889), assyriologue, né et enterré à Villefagnan.
- Josué Gaboriaud (1883-1955), peintre, passe son enfance dans le berceau familial de Villefagnan où il a effectué la majeure partie de sa carrière artistique[49],[50].